# اچ‌ام‌اس هورورث (ام۳۹)
اچ‌ام‌اس هورورث (ام۳۹) (به انگلیسی: HMS Hurworth (M39)) یک کشتی است که طول آن 60 m می‌باشد. این کشتی در سال ۱۹۸۴ ساخته شد.